# Міхаель Гольтгаус
Міхаель Гольтгаус (нім. Michael Holthaus, 13 липня 1950) — німецький плавець.
Бронзовий медаліст Олімпійських Ігор 1968, учасник 1972 року.